# Campeonato colombiano 1974
El Campeonato colombiano 1974 fue el vigésimo séptimo (27°) torneo de la primera división del fútbol profesional colombiano en la historia.
El campeón de esta edición fue el Deportivo Cali y el subcampeón fue Atlético Nacional. El goleador fue Víctor Ephanor  del Junior con 33 goles.

## Desarrollo
Se jugaron dos torneos:
- Apertura: Ida y vuelta, todos contra todos (26 fechas).

- Finalización: Dos grupos, donde los primeros siete del torneo Apertura conformaron el grupo A y los últimos 7 el grupo B, cada equipo jugaba ida y vuelta con los de su grupo (12 fechas), uno contra cada equipo del otro grupo de local o visitante (7 Fechas) y con una pareja del otro grupo de local y visitante (dos fechas), en total 21 Fechas en el finalización. Con la pareja del grupo contrario oficiaba de local dos veces el equipo del grupo B, y solo una el del grupo A.

- Parejas: Nacional-Tolima - Cali-Cúcuta - Millonarios-Once Caldas - Junior-U. Magdalena - Medellín-Quindío - Santa Fe-Pereira - América-Bucaramanga.

- Final: El primero de cada grupo, más los 4 mejores ubicados en la reclasificación, Apertura + Finalización, clasificaban a un hexagonal, donde jugaron todos contra todos (10 Fechas), el ganador quedó Campeón y el segundo obtuvo cupo a Copa.

Este campeonato fue el quinto que ganó el Deportivo Cali. Se jugaron 361 partidos entre los 14 clubes inscritos y se anotaron 835 goles siendo el Atlético Nacional el que más anotó con 88 conquistas y el que más recibió fue el Once Caldas con 77 goles en contra.
El hexagonal final fue jugado por Deportivo Cali, Atlético Nacional, Deportivo Pereira, Millonarios, Junior y América, donde el conjunto del Cali ganó al obtener 13 puntos, dos más que el Atlético Nacional.

## Datos de los clubes
| Equipo                 | Departamento       | Ciudad       |
| ---------------------- | ------------------ | ------------ |
| América de Cali        | Valle del Cauca    | Cali         |
| Atlético Bucaramanga   | Santander          | Bucaramanga  |
| Atlético Nacional      | Antioquia          | Medellín     |
| Cúcuta Deportivo       | Norte de Santander | Cúcuta       |
| Deportivo Cali         | Valle del Cauca    | Cali         |
| Deportes Quindío       | Quindío            | Armenia      |
| Deportes Tolima        | Tolima             | Ibagué       |
| Deportivo Pereira      | Risaralda          | Pereira      |
| Independiente Medellín | Antioquia          | Medellín     |
| Atlético Junior        | Atlántico          | Barranquilla |
| Millonarios            | Bogotá, D. C.      | Bogotá       |
| Once Caldas            | Caldas             | Manizales    |
| Independiente Santa Fe | Bogotá, D. C.      | Bogotá       |
| Unión Magdalena        | Magdalena          | Santa Marta  |

## Torneo Apertura
| Pos. | Equipo                 | Pts. | PJ | G  | E  | P  | GF | GC | Dif. | Clasificación        |
| ---- | ---------------------- | ---- | -- | -- | -- | -- | -- | -- | ---- | -------------------- |
| 1    | Atlético Nacional      | 37   | 26 | 15 | 7  | 4  | 38 | 22 | +16  | Grupo A y Desempate. |
| 2    | Deportivo Cali         | 37   | 26 | 14 | 9  | 3  | 38 | 19 | +19  | Grupo A y Desempate. |
| 3    | Millonarios            | 33   | 26 | 15 | 3  | 8  | 38 | 21 | +17  | Grupo A.             |
| 4    | Junior                 | 33   | 26 | 12 | 9  | 5  | 27 | 18 | +9   | Grupo A.             |
| 5    | Independiente Medellín | 30   | 26 | 11 | 8  | 7  | 32 | 22 | +10  | Grupo A.             |
| 6    | Santa Fe               | 30   | 26 | 11 | 8  | 7  | 38 | 33 | +5   | Grupo A.             |
| 7    | América de Cali        | 29   | 26 | 9  | 11 | 6  | 27 | 24 | +3   | Grupo A.             |
| 8    | Cúcuta Deportivo       | 22   | 26 | 6  | 10 | 10 | 19 | 26 | −7   | Grupo B.             |
| 9    | Once Caldas            | 21   | 26 | 8  | 5  | 13 | 31 | 41 | −10  | Grupo B.             |
| 10   | Deportes Quindío       | 21   | 26 | 6  | 9  | 11 | 27 | 35 | −8   | Grupo B.             |
| 11   | Atlético Bucaramanga   | 21   | 26 | 5  | 11 | 10 | 20 | 35 | −15  | Grupo B.             |
| 12   | Deportivo Pereira      | 19   | 26 | 7  | 5  | 14 | 14 | 21 | −7   | Grupo B.             |
| 13   | Unión Magdalena        | 17   | 26 | 5  | 7  | 14 | 18 | 34 | −16  | Grupo B.             |
| 14   | Deportes Tolima        | 14   | 26 | 1  | 12 | 13 | 18 | 34 | −16  | Grupo B.             |

 Fuente: Rsssf

### Resultados
| Apertura 1974          | AME | BUC | CAL | CUC | JUN | MAG | MED | MIL | NAL | ONC | PER | QUI | SAN | TOL |
| América de Cali        |     | 0:0 | 1:1 | 0:0 | 1:2 | 2:0 | 2:1 | 2:0 | 1:1 | 2:1 | 2:1 | 2:0 | 0:2 | 2:0 |
| Atlético Bucaramanga   | 1:1 |     | 0:0 | 1:0 | 0:0 | 0:0 | 0:0 | 0:1 | 0:4 | 1:1 | 2:0 | 1:0 | 1:1 | 2:2 |
| Deportivo Cali         | 2:2 | 5:1 |     | 0:1 | 1:0 | 2:2 | 1:0 | 3:2 | 2:0 | 4:1 | 0:0 | 3:1 | 2:1 | 1:0 |
| Cúcuta Deportivo       | 0:0 | 1:0 | 0:0 |     | 0:0 | 3:0 | 0:1 | 0:0 | 0:0 | 4:1 | 0:2 | 1:1 | 2:1 | 2:1 |
| Atlético Junior        | 2:0 | 2:1 | 1:1 | 2:0 |     | 2:1 | 1:0 | 2:1 | 0:0 | 1:1 | 1:0 | 2:1 | 0:0 | 4:2 |
| Unión Magdalena        | 0:2 | 2:3 | 0:1 | 1:0 | 0:0 |     | 2:1 | 0:1 | 1:0 | 2:0 | 0:0 | 2:2 | 1:1 | 2:0 |
| Independiente Medellín | 2:1 | 2:0 | 1:1 | 2:0 | 0:1 | 3:1 |     | 2:1 | 0:3 | 1:0 | 3:0 | 4:1 | 3:1 | 2:1 |
| Millonarios            | 4:0 | 1:1 | 0:1 | 3:0 | 1:0 | 1:0 | 1:1 |     | 3:0 | 3:0 | 2:1 | 2:0 | 0:1 | 1:0 |
| Atlético Nacional      | 1:1 | 3:1 | 1:2 | 1:0 | 1:1 | 1:0 | 1:0 | 1:0 |     | 2:1 | 1:0 | 2:2 | 2:2 | 2:1 |
| Once Caldas            | 2:2 | 2:1 | 0:2 | 3:1 | 1:2 | 3:0 | 1:1 | 1:2 | 2:4 |     | 1:0 | 2:0 | 2:3 | 1:1 |
| Deportivo Pereira      | 0:1 | 4:0 | 1:0 | 0:0 | 1:0 | 2:0 | 1:1 | 1:3 | 1:2 | 1:0 |     | 3:2 | 0:1 | 0:0 |
| Deportes Quindío       | 0:0 | 1:2 | 0:0 | 2:2 | 2:0 | 2:0 | 0:0 | 1:0 | 0:1 | 0:1 | 1:0 |     | 1:1 | 2:0 |
| Independiente Santa Fe | 1:0 | 2:1 | 3:2 | 2:0 | 2:1 | 2:1 | 1:1 | 1:2 | 1:2 | 1:2 | 3:2 | 2:3 |     | 0:0 |
| Deportes Tolima        | 0:0 | 0:0 | 0:1 | 2:2 | 0:0 | 0:0 | 0:0 | 2:3 | 0:2 | 0:1 | 2:0 | 2:2 | 2:2 |     |

### Desempate
| Fecha | Ciudad   | Equipo local      | Resultado | Equipo visitante  |
| --- | -------- | ----------------- | --------- | ----------------- |
| 11 de julio | Medellín | Atlético Nacional | 3 - 2     | Deportivo Cali    |
| 14 de julio | Cali     | Deportivo Cali    | 2 - 1     | Atlético Nacional |
| Atlético Nacional ganador del torneo apertura por mayor número de partidos ganados en las 26 jornadas iniciales. |          |                   |           |                   |

## Torneo Finalización

### Grupo A
| Pos. | Equipo                 | Pts. | PJ | G  | E | P | GF | GC | Dif. | Clasificación    |
| ---- | ---------------------- | ---- | -- | -- | - | - | -- | -- | ---- | ---------------- |
| 1    | Deportivo Cali         | 30   | 21 | 11 | 8 | 2 | 29 | 13 | +16  | Hexagonal final. |
| 2    | América de Cali        | 27   | 21 | 10 | 7 | 4 | 22 | 16 | +6   |                  |
| 3    | Millonarios            | 26   | 21 | 10 | 6 | 5 | 26 | 14 | +12  |                  |
| 4    | Santa Fe               | 24   | 21 | 10 | 4 | 7 | 27 | 21 | +6   |                  |
| 5    | Atlético Nacional      | 24   | 21 | 8  | 8 | 5 | 28 | 16 | +12  |                  |
| 6    | Junior                 | 22   | 21 | 8  | 6 | 7 | 26 | 24 | +2   |                  |
| 7    | Independiente Medellín | 18   | 21 | 5  | 8 | 8 | 23 | 29 | −6   |                  |

 Fuente: Rsssf

### Grupo B
| Pos. | Equipo               | Pts. | PJ | G  | E | P  | GF | GC | Dif. | Clasificación    |
| ---- | -------------------- | ---- | -- | -- | - | -- | -- | -- | ---- | ---------------- |
| 1    | Deportivo Pereira    | 25   | 21 | 10 | 5 | 6  | 21 | 17 | +4   | Hexagonal final. |
| 2    | Deportes Quindío     | 21   | 21 | 9  | 3 | 9  | 34 | 27 | +7   |                  |
| 3    | Deportes Tolima      | 21   | 21 | 9  | 3 | 9  | 26 | 29 | −3   |                  |
| 4    | Atlético Bucaramanga | 18   | 21 | 6  | 6 | 9  | 22 | 23 | −1   |                  |
| 5    | Cúcuta Deportivo     | 17   | 21 | 5  | 7 | 9  | 23 | 31 | −8   |                  |
| 6    | Once Caldas          | 12   | 21 | 4  | 4 | 13 | 16 | 36 | −20  |                  |
| 7    | Unión Magdalena      | 9    | 21 | 2  | 5 | 14 | 16 | 43 | −27  |                  |

 Fuente: Rsssf

### Resultados
| Finalización 1974      | AME     | BUC | CAL     | CUC | JUN | MAG     | DIM     | MIL     | NAL     | ONC | PER | QUI | SFE     | TOL |
| América de Cali        |         | 1:1 | 1:1     | 3:1 | 1:1 |         | 1:1     | 1:0     | 1:0     | 1:0 |     | 0:0 | 0:3     | 3:2 |
| Atlético Bucaramanga   | 0:1 0:0 |     |         | 1:1 |     | 0:0     | 3:0     |         |         | 4:0 | 1:0 | 2:0 | 1:3     | 1:1 |
| Deportivo Cali         | 0:1     | 1:0 |         | 1:0 | 3:3 |         | 2:0     | 0:0     | 1:1     | 3:0 | 1:1 | 3:0 | 3:0     |     |
| Cúcuta Deportivo       |         | 5:2 | 0:1 1:2 |     | 1:0 | 1:1     |         | 0:0     |         | 2:1 | 1:0 | 1:0 |         | 0:3 |
| Atlético Junior        | 0:2     | 0:2 | 0:1     |     |     | 2:2 2:1 | 1:0     | 0:0     | 1:0     |     | 2:0 |     | 2:2     | 3:1 |
| Unión Magdalena        | 1:2     | 0:1 | 1:1     | 3:1 | 0:2 |         |         |         | 0:0     | 3:0 | 1:3 | 0:6 |         | 1:2 |
| Independiente Medellín | 1:2     |     | 2:2     | 3:1 | 1:1 | 2:0     |         | 1:1     | 1:1     |     | 1:2 | 2:0 | 1:0     | 2:1 |
| Millonarios            | 1:0     | 2:1 | 0:1     |     | 2:1 | 6:0     | 0:0     |         | 1:1     | 1:0 | 2:0 | 3:1 | 0:1     |     |
| Atlético Nacional      | 2:1     | 2:0 | 0:0     | 2:1 | 0:1 |         | 1:1     | 2:0     |         | 3:0 |     | 4:1 | 2:2     | 2:0 |
| Once Caldas            |         | 2:0 |         | 1:1 | 2:3 | 1:0     | 2:2     | 1:2 1:3 |         |     | 2:1 | 2:0 |         | 1:1 |
| Deportivo Pereira      | 1:0     | 0:0 |         | 1:1 |     | 1:0     |         |         | 2:1     | 0:0 |     | 1:1 | 1:0 1:0 | 3:0 |
| Deportes Quindío       |         | 2:1 |         | 3:3 | 2:1 | 4:1     | 4:1 2:0 |         |         | 3:0 | 0:1 |     | 2:0     | 3:0 |
| Independiente Santa Fe | 0:0     |     | 1:2     | 2:0 | 1:0 | 3:1     | 2:1     | 1:0     | 0:0     | 2:0 | 3:1 |     |         | 1:3 |
| Deportes Tolima        |         | 2:1 | 1:0     | 1:1 |     | 3:0     |         | 1:2     | 0:4 2:0 | 1:0 | 0:1 | 1:0 |         |     |

## Reclasificación
Los cuatro mejores equipos sin incluir a los líderes del Grupo A y B clasifican al hexagonal final.
| Pos. | Equipo                 | Pts. | PJ | G  | E  | P  | GF | GC | Dif. | Clasificación               |
| ---- | ---------------------- | ---- | -- | -- | -- | -- | -- | -- | ---- | --------------------------- |
| 1    | Deportivo Cali         | 67   | 47 | 25 | 17 | 5  | 67 | 32 | +35  | Clasificado por el grupo A. |
| 2    | Atlético Nacional      | 61   | 47 | 23 | 15 | 9  | 66 | 38 | +28  | Hexagonal final.            |
| 3    | Millonarios            | 59   | 47 | 25 | 9  | 13 | 64 | 35 | +29  | Hexagonal final.            |
| 4    | América de Cali        | 56   | 47 | 19 | 18 | 10 | 49 | 40 | +9   | Hexagonal final.            |
| 5    | Junior                 | 55   | 47 | 20 | 15 | 12 | 53 | 42 | +11  | Hexagonal final.            |
| 6    | Santa Fe               | 54   | 47 | 21 | 12 | 14 | 65 | 54 | +11  |                             |
| 7    | Independiente Medellín | 48   | 47 | 16 | 16 | 15 | 55 | 51 | +4   |                             |
| 8    | Once Caldas            | 46   | 47 | 18 | 10 | 19 | 52 | 58 | −6   |                             |
| 9    | Deportes Quindío       | 42   | 47 | 15 | 12 | 20 | 61 | 62 | −1   |                             |
| 10   | Deportivo Pereira      | 40   | 47 | 16 | 8  | 23 | 55 | 55 | 0    | Clasificado por el grupo B. |
| 11   | Cúcuta Deportivo       | 39   | 47 | 11 | 17 | 19 | 42 | 57 | −15  |                             |
| 12   | Atlético Bucaramanga   | 39   | 47 | 11 | 17 | 19 | 42 | 58 | −16  |                             |
| 13   | Unión Magdalena        | 29   | 47 | 9  | 11 | 27 | 34 | 70 | −36  |                             |
| 14   | Deportes Tolima        | 23   | 47 | 3  | 17 | 27 | 34 | 77 | −43  |                             |

 Fuente: Rsssf

## Hexagonal final
| Pos. | Equipo            | Pts. | PJ | G | E | P | GF | GC | Dif. | Clasificación                   |
| ---- | ----------------- | ---- | -- | - | - | - | -- | -- | ---- | ------------------------------- |
| 1    | Deportivo Cali    | 13   | 10 | 5 | 3 | 2 | 12 | 10 | +2   | Campeón y Copa Libertadores.    |
| 2    | Atlético Nacional | 11   | 10 | 3 | 5 | 2 | 18 | 15 | +3   | Subcampeón y Copa Libertadores. |
| 3    | Deportivo Pereira | 10   | 10 | 2 | 6 | 2 | 19 | 16 | +3   |                                 |
| 4    | Millonarios       | 9    | 10 | 3 | 3 | 4 | 13 | 14 | −1   |                                 |
| 5    | Junior            | 9    | 10 | 3 | 3 | 4 | 19 | 23 | −4   |                                 |
| 6    | América de Cali   | 8    | 10 | 2 | 4 | 4 | 15 | 18 | −3   |                                 |

 Fuente: Rsssf
| Final 1974        | AME | CAL | JUN | MIL | NAL | PER |
| América de Cali   |     | 0:0 | 4:2 | 0:0 | 2:1 | 2:2 |
| Deportivo Cali    | 1:0 |     | 2:1 | 2:1 | 2:2 | 1:0 |
| Junior            | 3:2 | 2:1 |     | 1:0 | 3:3 | 2:2 |
| Millonarios       | 3:1 | 0:1 | 4:2 |     | 2:2 | 1:1 |
| Atlético Nacional | 1:1 | 2:0 | 4:2 | 0:1 |     | 1:0 |
| Deportivo Pereira | 5:3 | 2:2 | 1:1 | 4:1 | 2:2 |     |

|                                   |
| Bandera de Colombia               |
| Campeón Deportivo Cali 5.º título |

## Goleadores
| Jugador              | Equipo            | Goles |
| -------------------- | ----------------- | ----- |
| Víctor Ephanor       | Junior            | 33    |
| Aristides Del Puerto | Deportivo Cali    | 32    |
| Hugo Horacio Lóndero | Atlético Nacional | 27    |